# Adarrum
O adarrum ou adahum é um toque de atabaque no candomblé. É o ritmo característico de Ogum e tem como característica a rapidez e os toques contínuos. O toque, que também reverencia Oiá, é também utilizado em afoxés no Brasil. No âmbito das práticas cúlticas oriundas do Benim, é usado à invocação dos voduns.